# Raut (Messer)
Das Raut ist ein Messer aus Sumatra.

## Beschreibung
Das Raut hat eine gerade, einschneidige und bauchige Klinge. Die Klinge wird vom Heft zum Ort breiter und wird im vorderen Bereich bauchig. Der Klingenrücken ist gerade, die Schneide verläuft s-förmig und ist am Ort spitz. Sie hat weder Mittelgrat noch Hohlschliff. Das Heft besteht aus Holz oder Horn. Es ist s-förmig und biegt am Knauf zur Klingenrückenseite hin ab. Der Knauf ist mit Schnitzereien verziert. Der Hefttyp wird Sukul Jengkal Bengkok genannt und ist typisch für das Raut. Das Raut wird von Ethnien in Sumatra benutzt.